# Kurt Reidemeister
Kurt Werner Friedrich Reidemeister (Braunschweig, 13 ottobre 1893 – Gottinga, 8 luglio 1971) è stato un matematico tedesco.
Ottenne il dottorato nel 1921 con una tesi sulla teoria dei numeri algebrici all'università di Amburgo, con la supervisione di Erick Hecke. Nel 1923 è stato nominato professore assistente all'università di Vienna, dove si interessa ai lavori di Hans Hahn e Wilhelm Wirtinger. Nel 1925 diviene professore all'università di Königsberg, dove rimane fino al 1933, quando fu costretto a lasciare per la sua opposizione al nazismo.
Reidemeister si interessò principalmente alla teoria del gruppo combinatorio, topologia combinatoriale, teoria dei gruppi geometrici e i fondamenti della geometria.
I suoi libri comprendono Knoten und Gruppen (1926), Einführung in die kombinatorische Topologie (1932), e Knotentheorie (1932).